# Epilobium petraeum
Epilobium petraeum là một loài thực vật có hoa trong họ Anh thảo chiều. Loài này được Heenan mô tả khoa học đầu tiên năm 1996.